# Campania din Muntenegru (Primul Război Mondial)
Campania din Muntenegru de la începutul anului 1916 a fost o continuare a operației de cucerire a Serbiei și a dus la înfrângerea rezistenței militare a Regatului Muntenegrului și la ocupația acestuia de către Armata Austro-Ungară.